# سانت‌آنجلو این وادو
سانت‌آنجلو این وادو (به ایتالیایی: Sant'Angelo in Vado) یک کومونه در ایتالیا است که در استان پزارو و اوربینو واقع شده‌است. سانت‌آنجلو این وادو ۶۷٫۴ کیلومتر مربع مساحت و ۴٬۱۵۵ نفر جمعیت دارد و ۳۵۹ متر بالاتر از سطح دریا واقع شده‌است.